# Teoria zintegrowanej informacji

Phi – symbol używany do oznaczania zintegrowanej informacji (pionowa kreska „I” oznacza informację, a okrąg „O” integrację)

Teoria zintegrowanej informacji (ang. Integrated Information Theory, IIT) – model matematyczny zaproponowany przez neuronaukowca Giulio Tononi mający opisać warunki, które określają, w jakim stopniu dany system posiada świadomość oraz jaki jest jej charakter (np. co decyduje o specyficznej i pozornie nieredukowalnej jakości różnych modalności sensorycznych i dlaczego są one takie, jakie są).
Teoria zintegrowanej informacji została po raz pierwszy zaproponowana w 2004 i od tego czasu podlegała ciągłemu rozwojowi. Najnowsza wersja teorii została nazwana IIT 4.0 oraz opublikowana w 2023. Wedle IIT, świadomość systemu (to jak to jest subiektywnie być tym systemem) jest określona jako identyczna z jego właściwościami przyczynowymi (obiektywne własności systemu). Pomimo znacznego zainteresowania, teoria ta została poddana znacznej krytyce i jest uznawana za kontrowersyjną w dziedzinie badań nad świadomością.

## Ogólny opis założeń
Teoria zintegrowanej informacji uznaje, że nie powinno się wnioskować o istnieniu świadomości, zaczynając od systemów fizycznych, gdyż prowadzi to do trudnego problemu świadomości (tj. dlaczego danemu procesowi fizycznemu towarzyszy doświadczenie). Zamiast tego, IIT przyjmuje odwrotne podejście: zaczyna od założenia, że świadomość niezaprzeczalnie istnieje oraz identyfikuje jej fundamentalne własności (aksjomaty), a następnie wnioskuje, jakie właściwości powinny posiadać systemy fizyczne, aby wyjaśnić jej istotne właściwości (postulaty). Następnie IIT wykorzystuje postulaty, aby wyprowadzić czy dany system fizyczny w określonym stanie posiada świadomość, w jakim stopniu oraz jakiego rodzaju. Możliwość wykonania tego przejścia od fenomenologii do sformalizowanego mechanizmu opiera się na założeniu, że jeśli formalne właściwości doświadczenia świadomego mogą być w pełni wyjaśnione przez leżący u podstaw system fizyczny, to właściwości tego systemu fizycznego muszą być ograniczone przez właściwości doświadczenia. Dokładne ograniczenia dotyczące systemu fizycznego, które są konieczne do istnienia świadomości, pozostają nieznane, a sama świadomość może istnieć na kontinuum, na co wskazują badania dotyczące pacjentów z zespołem rozdwojonego mózgu oraz pacjentów świadomych, którym brakuje znacznych części tkanki mózgowej.
Teoria podejmuje dwa zasadnicze problemy związane ze świadomością: pierwszy dotyczy tego, dlaczego dany system jest świadomy lub nieświadomy (dlaczego świadomość powstaje tylko w określonych obszarach mózgu, np. w obszarze projekcji wzgórzowo-korowych a nie w innych obszarach takich jak móżdżek oraz dlaczego świadomość objawia się w trakcie czuwania i zanika w trakcie głębokiego snu). Drugi problem dotyczy określenia, dlaczego konkretne części mózgu przyczyniają się do konkretnych jakości naszego świadomego doświadczenia, takich jak wzrok i słuch.

### Założenia metodologiczne[2][10]
IIT jest oparte na trzech założeniach metodologicznych, które mają umożliwić naukowe badanie świadomości poprzez wnioskowanie o rzeczywistości wykraczającej poza subiektywne doświadczenie. Są nimi:
- Realizm – rzeczywistość istnieje niezależnie od naszego doświadczenia
- Fizykalizm operacyjny – istnienie fizyczne jest scharakteryzowane poprzez moc przyczynowo-skutkową. Oznacza to, że fundamentalną naturę bytów określa ich zdolność do wpływania na inne byty i bycia przez nie wpływanym.
- Atomizm – moc przyczynowo-skutkowa jest co do zasady redukowalna do interakcji najmniejszych części składowych. Sugeruje to, że złożone systemy i ich właściwości ostatecznie wynikają z interakcji fundamentalnych, niepodzielnych elementów.

### Aksjomaty: elementarne własności doświadczenia

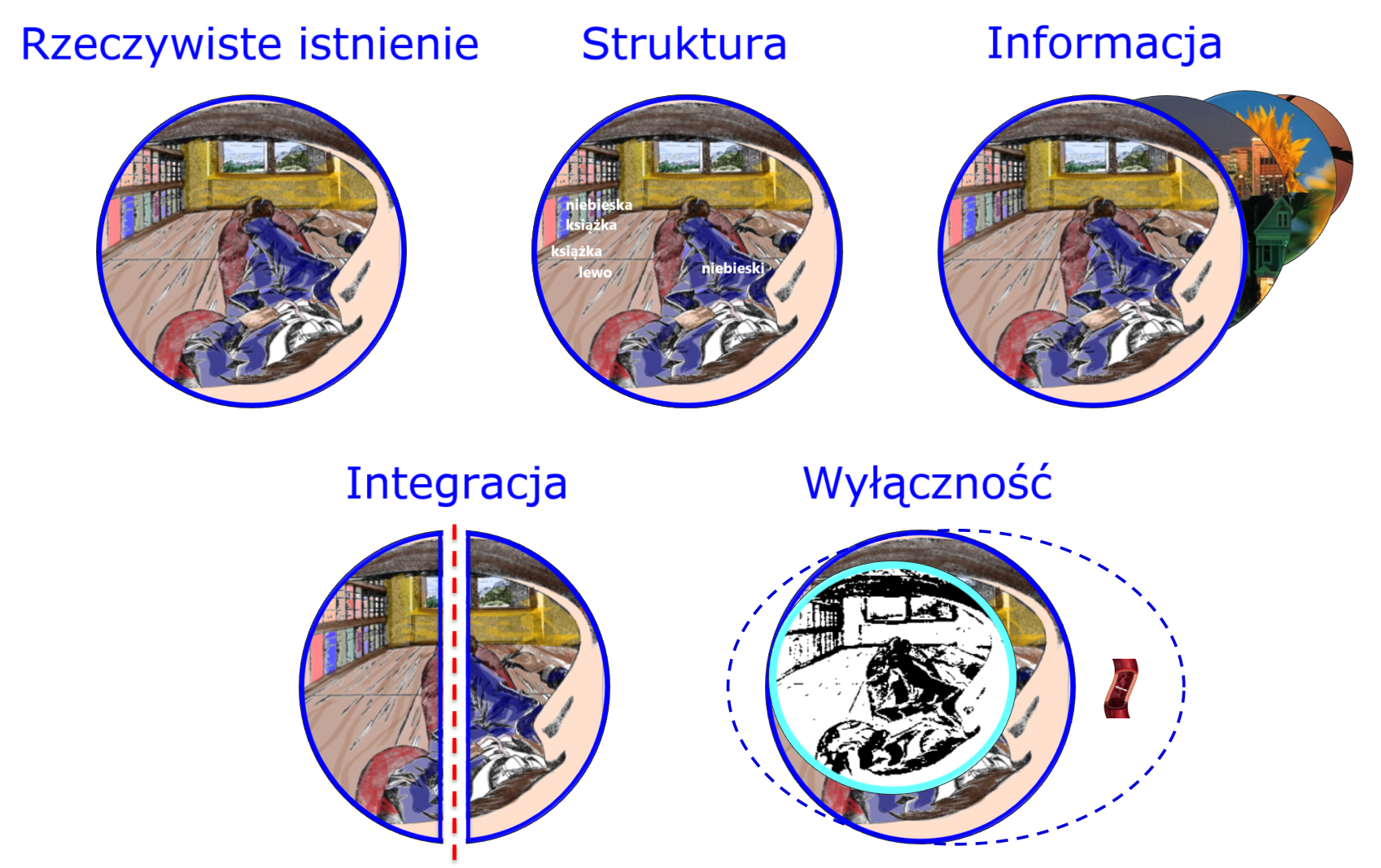
Aksjomaty teorii zintegrowanej informacji

Aksjomaty IIT są uznawane za właściwości doświadczenia, które mają być oczywiste i niewymagające wyprowadzenia ani dowodu. Do aksjomatów należą:
1. Rzeczywiste istnienie – świadomość jest wewnętrzną własnością systemu: każde doświadczenie istnieje i jest realne. Istnieje ono ze swojej własnej wewnętrznej perspektywy, niezależnie od zewnętrznych obserwatorów. Podejście to odróżnia IIT od stanowisk antyrealistycznych wobec świadomości, takich jak eliminatywizm czy iluzjonizm, które negują jej istnienie jako rzeczywistego fenomenu[2].
2. Struktura – świadomość jest ustrukturyzowana: każde doświadczenie można fenomenologicznie rozróżnić; składa się z doświadczeń elementarnych lub wyższego rzędu.
3. Informacja – każde doświadczenie jest unikalne; składa się z konkretnych fenomenologicznych składowych i jest takie, jakie jest, tym samym różni się od innych możliwych doświadczeń.
4. Integracja – świadome doświadczenia są niepodzielne, całościowe oraz nieredukowalne do niezależnych aspektów.
5. Wyłączność – świadome doświadczenie ma określone fenomenalne czaso-przestrzenne cechy i charakterystyczną szybkość zmian, nie może być inne, niż jest.

### Postulaty: właściwości, które system fizyczny musi posiadać

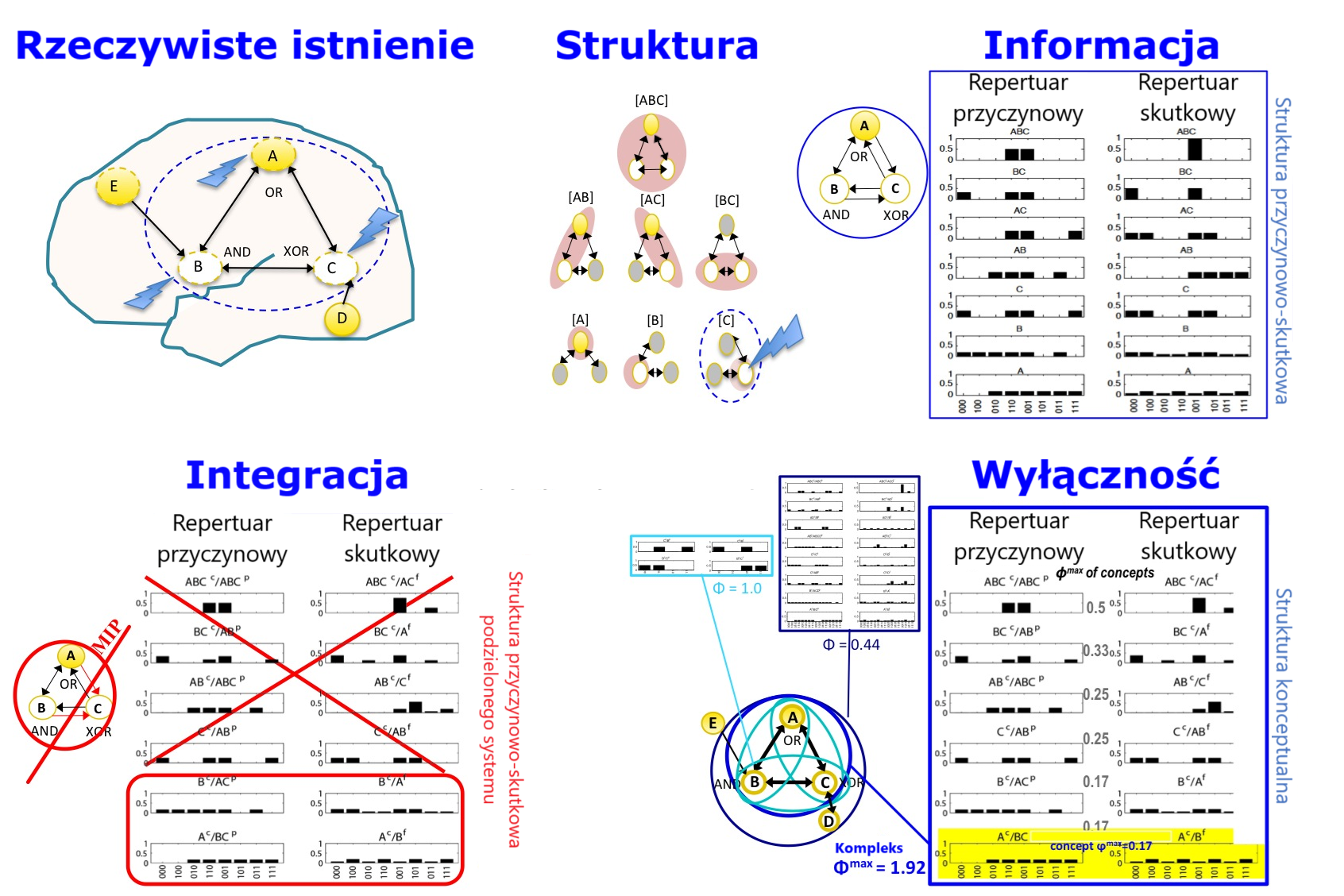
Postulaty teorii zintegrowanej informacji

Postulatami IIT są założenia wyprowadzone z aksjomatów, dotyczące fizycznych substratów świadomości, które można sformalizować. Do postulatów należą:
1. Aby dany system był świadomy, układ mechanizmów w danym systemie musi istnieć wewnętrznie:
    - aby istnieć, musi mieć moc przyczynowo-skutkową
  - aby istnieć z własnej wewnętrznej perspektywy, niezależnie od czynników zewnętrznych, musi mieć moc przyczynowo-skutkową na samym sobie
  - jego obecne mechanizmy oraz stan muszą mieć jakieś znaczenie dla prawdopodobieństwa pewnego przeszłego i przyszłego stanu systemu (jego przestrzeni przyczynowo-skutkowej)
2. System musi być ustrukturyzowany – podzbiory elementów systemu (złożone w różnych kombinacjach) muszą mieć moc przyczynowo-skutkową w systemie.
3. System musi określić strukturę przyczynowo-skutkową, w sposób, który jest specyficzny – konkretny zestaw konkretnych zakresów przyczynowo-skutkowych – tym samym różniąc się w szczególny sposób od innych możliwych struktur (różnicowanie). Zakres przyczynowo-skutkowy określa prawdopodobieństwo wszystkich możliwych przyczyn i skutków mechanizmu w danym stanie. Struktura przyczynowo-skutkowa to zestaw zakresów przyczynowo-skutkowych określonych przez wszystkie podzbiory elementów systemu i wyraża, w jaki sposób system nadaje rzeczywistą formę przestrzeni możliwości.
4. Struktura przyczynowo-skutkowa określona przez system musi być zintegrowana – musi być wewnętrznie nieredukowalna do struktury określonej przez niezależne podsystemy ({\displaystyle \varphi _{s}>0}) poprzez jej najsłabsze (jednokierunkowe) ogniwo (MIP – Minimum Information Partition). Jeśli dana struktura może zostać rozbita na pomniejsze, niezależne komponenty, to znaczy, że nie posiada wymaganej integracji, więc struktura ta jako całość nie stanowi subiektu doświadczania.
5. Struktura przyczynowo-skutkowa określona przez system musi być określona – musi być specyfikowana w obrębie jednego zestawu elementów—nie mniej ani więcej—i w określonych ramach czasowo-przestrzennych—nie szybciej ani wolniej; jest to maksymalnie wewnętrznie nieredukowalna struktura ({\displaystyle \Phi ^{\text{max}}}), nazywana strukturą konceptualną, składająca się z maksymalnie nieredukowalnych zestawów przyczynowo-skutkowych (konceptów).

### Formalizm matematyczny[2]
System opisuje się za pomocą jego macierzy stochastycznej, oznaczanej jako {\displaystyle T_{U}=p(\mathbf {u} '\mid \mathbf {u} )} dla wszystkich jego możliwych stanów. Na tej podstawie IIT definiuje:
Informację wewnętrzną (ii; intrinsic information) dla stanu s względem możliwego stanu przyczynowego/skutkowego {\displaystyle {\tilde {s}}}:
{\displaystyle {\text{ii}}(s,{\tilde {s}})=p({\tilde {s}}\mid s)\log _{2}\left({\frac {p({\tilde {s}}\mid s)}{p({\tilde {s}})}}\right)}
Zintegrowaną informację (φ) jako nieredukowalność tej struktury przyczynowo-skutkowej względem minimalnego podziału informacji (MIP):
{\displaystyle \phi =\min _{\theta }\left[{\text{ii}}(s,{\tilde {s}})-{\text{ii}}_{\theta }(s,{\tilde {s}})\right]}
Kompleksy są definiowane jako systemy (podzbiory jednostek), które lokalnie maksymalizują φ. Ich wewnętrzne dystynkcje i relacje tworzą strukturę Φ systemu:
{\displaystyle \Phi =\sum _{\text{dystynkcje, relacje}}\phi }
{\displaystyle \Phi } odpowiada ilości świadomości, podczas gdy szczególna struktura dystynkcji i relacji definiuje jej jakość.

## Moc eksplanacyjna i predykcyjna

### Wyjaśnienia
Teoria zintegrowanej informacji dostarcza wyjaśnień dla kilku pozornie rozbieżnych faktów dotyczących fizycznego substratu świadomości. Np. struktura i łączność warstw tylnej części kory mózgowej jest dostosowana do posiadania dużej ilości zintegrowanej informacji, w przeciwieństwie do móżdżka, którego struktura powoduje, że przetwarzanie informacji ma miejsce w sposób jednokierunkowy (sprzężenie w przód) i w dużej mierze niezależny od siebie, nie mogąc zatem tworzyć większego kompleksu. Te różnice w organizacji neuronalnej mają wyjaśnić, dlaczego uszkodzenia móżdżka, który posiada 4 razy więcej neuronów niż w korze mózgowej, może nie mieć większego wpływu na świadomość. IIT tłumaczy również zanik świadomości podczas snu wolnofalowego: neurony kory stają się wtedy bistabilne, tracąc zdolność do selektywnego i skutecznego przekazywania informacji, co prowadzi do rozpadu integracji przy zachowanej aktywności elektrycznej. Teoria dostarcza też argumentów na rzecz ewolucyjnej przewagi układów o wysokim {\displaystyle \Phi ^{\textrm {Max}}} — lepiej integrujące informacje organizmy mogą skuteczniej przewidywać i kontrolować środowisko, co potwierdzają symulacje z użyciem sztucznych organizmów (animatów), w których wysoki poziom {\displaystyle \Phi ^{\textrm {Max}}} korelował z przystosowaniem do złożonych zadań.

### Predykcje
Teoria zintegrowanej informacji formułuje szereg przewidywań dotyczących świadomości. Przede wszystkim zakłada, że jej fizyczny substrat to ten układ elementów (np. neuronów), który maksymalizuje wewnętrzną moc przyczynowo–skutkową ({\displaystyle \Phi ^{\textrm {Max}}}), niezależnie od tego, na jakim poziomie organizacji się znajduje. Przewiduje również, że świadomość powinna zaniknąć, gdy kompleks ulega podziałowi, np. przy osłabieniu połączeń między półkulami. Praktycznym narzędziem do testowania tych przewidywań jest wskaźnik złożoności perturbacyjnej (PCI – Perturbational Complexity Index), który mierzy zdolność kory mózgowej do zintegrowanej i zróżnicowanej reakcji na stymulację poprzez przezczaszkową stymulację magnetyczną. Badania potwierdziły, że PCI obniża się przy utracie świadomości (np. w śnie, narkozie, czy w stanie wegetatywnym), zgodnie z przewidywaniami IIT. Teoria sugeruje też, że różnice jakościowe między doświadczeniami (np. kolory, dźwięki, przestrzeń) odpowiadają różnym strukturom w przestrzeni przyczynowo–skutkowej oraz że zmiany w połączeniach neuronalnych mogą modyfikować doświadczenie nawet bez zmian w aktywności neuronów. Dodatkowo teoria przewiduje, że nawet nieaktywne obszary mogą wpływać na treść doświadczenia, o ile zachowują odpowiednie połączenia – a uszkodzenia tych połączeń skutkują utratą określonych aspektów fenomenalnych (np. koloru czy przestrzeni), niezależnie od tego, czy neurony w tych obszarach są obecnie aktywne, czy nie.

## Rozwinięcia
Obliczanie {\displaystyle \Phi ^{\textrm {Max}}} nawet dla systemu o niewielkich rozmiarach jest często obliczeniowo niewykonalne z uwagi na konieczność przejścia przez wiele poziomów organizacji, w wielu skalach czasowych, w wielu obszarach mózgu, podczas wykonywania nadzwyczajnej liczby zaburzeń i obserwacji. Dlatego podjęto wysiłki w celu opracowania heurystycznych lub zastępczych miar zintegrowanej informacji. Na przykład Masafumi Oizumi i współpracownicy opracowali zarówno {\displaystyle \Phi ^{*}}, jak i geometryczną informację zintegrowaną, czyli {\displaystyle \Phi ^{G}}, które są praktycznymi przybliżeniami miray zintegrowanej informacji. Są one powiązane z miarami zastępczymi opracowanymi wcześniej przez Anila Setha i Adama Barretta. Jednakże żadna z tych miar zastępczych nie ma matematycznie udowodnionego związku z rzeczywistą wartością {\displaystyle \Phi ^{\textrm {Max}}}, co komplikuje interpretację analiz, które je wykorzystują. Mogą one dawać jakościowo różne wyniki nawet dla bardzo małych systemów.
W 2021 roku Angus Leung i współpracownicy opublikowali bezpośrednie zastosowanie formalizmu matematycznego IIT do danych neuronalnych. Aby ominąć wyzwania obliczeniowe związane z większymi zbiorami danych, autorzy skupili się na aktywności populacji neuronów u muchy. Badanie wykazało, że {\displaystyle \Phi ^{\textrm {Max}}} można łatwo obliczyć dla mniejszych zbiorów danych neuronalnych. Co więcej, zgodnie z przewidywaniami IIT, wartość {\displaystyle \Phi ^{\textrm {Max}}} znacznie spadła, gdy zwierzęta poddano znieczuleniu ogólnemu.
Znaczącym wyzwaniem obliczeniowym przy obliczaniu informacji zintegrowanej jest znalezienie minimalnego podziału informacji (MIP) systemu neuronalnego, co wymaga iteracji przez wszystkie możliwe podziały systemu. Aby rozwiązać ten problem, Daniel Toker i Friedrich T. Sommer wykazali, że rozkład spektralny macierzy korelacji dynamiki systemu jest szybkim i solidnym wskaźnikiem zastępczym dla minimalnego podziału informacji.

## Odbiór teorii

### Poparcie
Neuronaukowiec oraz badacz świadomości Christof Koch, który pomógł w rozwoju późniejszych wersji IIT, określił tę teorię jako „jedyną naprawdę obiecującą fundamentalną teorię świadomości”.
Neuronaukowiec Anil Seth uznaje użyteczność IIT przy wyjaśnianiu pewnych faktów na temat świadomości (jak np. dlaczego aktywność móżdżka nie jest świadoma), ale jest krytyczny wobec twierdzenia, że zintegrowana informacji miałaby być w pewien sposób identyczna ze stanami świadomymi. Jest on też krytyczny wobec panpsychicznych formulacji teorii oferując zarazem interpretację zintegrowanej informacji przede wszystkim jako procesu zachodzącego w systemie (a nie jego wrodzonej „zdolności” czy fundamentalnej właściwości), który może wyjaśniać pewne aspekty świadomości, bez konieczności utożsamiania jej ze świadomością lub przypisywania jej statusu fundamentalnej, wszechobecnej właściwości, jak w ujęciach panpsychicznych. Warto jednak nadznaczyć, że choć Tononi uznaje, że według IIT świadomość jest fundamentalnym i nieredukowalnym aspektem rzeczywistości takim jak masa czy ładunek, oraz że IIT nie stoi w sprzeczności z panpsychizmem, to jednak oferuje o wiele silniejszą moc eksplanacyjną i predykcyjną niż tradycyjne formulacje panpsychizmu oraz w przeciwieństwie do panpsychizmu, IIT twierdzi, że nie każdy system można uznać za świadomy.
Filozof David Chalmers, znany m.in. za sformułowanie trudnego problemu świadomości wyraził entuzjazm wobec IIT, twierdząc, że jest to krok w dobrym kierunku, niezależnie od tego, czy teoria okaże się ostatecznie trafna.
Fizyk Max Tegmark uznaje IIT za oferującą istotne elementy potrzebne do opisu świadomości, ale uważa ją za punkt startowy, który powinien zostać rygorystycznie rozwinięty i zintegrowany z fundamentalną fizyką. Zaadresował też on problem złożoności obliczeniowej, jaka wiąże się z obliczaniem wartości Φ dla większych systemów. W konsekwencji wartość Φ bardziej złożonych systemów może być jedynie przybliżana, przy czym różne metody przybliżeń dają radykalnie odmienne wyniki
W 2019 Fundacja Templetona ogłosiła finansowanie przekraczające 6 milionów dolarów na testowanie przeciwstawnych przewidywań empirycznych IIT i konkurencyjnej teorii – Teoria Globalnej Neuronalnej Przestrzeni Roboczej (GNWT – Global Neuronal Workspace Theory). Twórcy obu teorii zatwierdzili protokoły eksperymentalne i metody analizy danych, a także dokładne warunki, które muszą zostać spełnione, jeśli ich teoria prawidłowo przewiduje wynik lub nie. Wstępne wyniki opublikowano czerwcem 2023. Żadne z przewidywań GNWT nie spełniło ustalonych wcześniej kryteriów, podczas gdy dwa z trzech przewidywań IIT zostały uznane za trafne. Ostateczne, recenzowane wyniki opublikowano w numerze czasopisma „Nature” z 30 kwietnia 2025.
W komentarzu opublikowanym w marcu 2025 roku w „Nature Neuroscience”, zwolennicy IIT wskazali na 16 recenzowanych badań jako przykłady empirycznych testów podstawowych założeń teorii. W tym samym numerze ukazał się komentarz Alexa Gomeza-Marina i Anila Setha, w którym stwierdzono, że pomimo obecnych ograniczeń empirycznych IIT nadal pozostaje naukowo słuszna.

### Krytyka
Filozof John Searle skrytykował IIT, twierdząc, że teoria ta implikuje panpsychizm, a jego zdaniem „problem z panpsychizmem nie polega na tym, że jest fałszywy, a że nawet nie osiąga poziomu fałszu. Ściśle rzecz biorąc, jest bezsensowny, ponieważ nie nadano temu twierdzeniu jasnego pojęcia”. Krytykę Searle’a podważyli inni filozofowie, zarzucając mu błędną interpretację teorii, która może być zbieżna z jego własnymi poglądami.
Teoretyk informatyki Scott Aaronson skrytykował IIT, wykazując, że zgodnie z jej własnymi założeniami odpowiednio rozmieszczone nieaktywne bramki logiczne byłyby nie tylko świadome, ale nawet mogłyby wielokrotnie przewyższać poziomem świadomości ludzi. Tononi przyznał, że według IIT nawet prostszy układ nieaktywnych bramek logicznych, jeśli jest on wystarczająco duży, również byłby świadomy. Twierdzi jednak, że to zaleta IIT, a nie jej słabość, ponieważ taka cytoarchitektonika przypomina strukturę znacznych części kory mózgowej, zwłaszcza jej tylnych obszarów, które według niektórych przeglądów są najbardziej prawdopodobnym korelatem świadomości.
Filozof Tim Bayne skrytykował aksjomatyczne podstawy teorii, stwierdzając, że nie spełniają one kryteriów prawdziwych aksjomatów.
IIT była również krytykowana w literaturze naukowej jako teoria, która według własnych założeń może być albo fałszywa, albo poza domeną nauki. Zwracano uwage, że systemy o identycznych funkcjach wejścia-wyjścia, lecz odmiennej strukturze przyczynowej, mogłyby różnić się pod względem przypisywanej im świadomości, co rodzi pytania o możliwość empirycznego sprawdzenia takich twierdzeń i ich zgodność z naukowymi standardami weryfikowalności. Część badaczy świadomości wysuwa zastrzeżenia wobec IIT, argumentując, że przyjęcie niektórych jej fundamentalnych twierdzeń opiera się na przesłankach wykraczających poza metodologię naukową, co określają mianem 'nienaukowego aktu wiary'. Krytykowano ją również za niejasne formułowanie odpowiedzi na fundamentalne pytania, co utrudnia jej traktowanie jako kompletnej i testowalnej teorii świadomości. Filozof Adam Pautz argumentuje, że dopóki zwolennicy IIT nie sprecyzują tych kwestii, teoria ta nie może być jednoznacznie oceniona jako prawdziwa bądź fałszywa. Pautz wskazuje na brak jasności co do tego, co dokładnie IIT rozumie przez „poziom świadomości”  – który teoria wiąże z ilością zintegrowanej informacji (Φ)  – skoro świadomość może zmieniać się wzdłuż wielu wymiarów, takich jak intensywność czy złożoność doświadczenia. Innym podnoszonym problemem jest niewystarczające wyjaśnienie, w jaki sposób postulowane przez IIT „struktury w przestrzeni przyczynowo-skutkowej” miałyby determinować konkretne jakościowe treści doświadczeń świadomych.
Neuronaukowiec Michael Graziano, twórca konkurencyjnej teorii schematów uwagi, odrzuca IIT, twierdząc, że teoria ta opiera się na nienaukowym założeniu istnienia świadomości jako niemierzalnej, niemal „magicznej” właściwości, zamiast wyjaśniać, dlaczego mózg generuje przekonanie o posiadaniu takich subiektywnych odczuć. Podobnie, inni krytycy zarzucają IIT, że jej twierdzenia nie są obecnie naukowo potwierdzone ani testowalne.
List opublikowany 15 września 2023 w preprintowym repozytorium PsyArXiv, podpisany przez 124 badaczy, stwierdza, że dopóki IIT nie będzie testowalna empirycznie, należy ją uznać za pseudonaukę. Część badaczy obroniła teorię w odpowiedzi na ten list, twierdząc, że używanie łatki pseudonauki wobec IIT jest nieproporcjonalne i powodujące duże szkody w dziedzinie badań nad świadomością. Ankieta przeprowadzona anonimowo wśród 60 autorów prac o świadomości opublikowanych w latach 2013–2023 wykazała, że 8% badanych „całkowicie” zgadza się z treścią listu, a 20% „w ogóle się nie zgadza”, reszta zaś miała zdanie pośrednie.
Informatyk Hector Zenil skrytykował IIT oraz podobną teorię złożeń za brak spójności między metodologią a teorią w niektórych publikacjach, oraz za powierzchowny i mylący przekaz medialny, również w prestiżowych czasopismach naukowych.
Komentarz opublikowany 10 marca 2025 roku w „Nature Neuroscience” przez grupę autorów wcześniej zaangażowanych w krytykę IIT stwierdza, że kluczowe założenia tej teorii nie znajdują obecnie potwierdzenia w danych empirycznych, mają charakter metafizyczny i w ich ocenie nie spełniają kryteriów naukowości.

### Strony internetowe
- Integrated Information Theory Wiki – Zasób edukacyjny online, którego celem jest nauka podstaw IIT; zawiera teksty, pokazy slajdów, interaktywne ćwiczenia z kodowania oraz sekcje przeznaczone do dyskusji i zadawania pytań.
- Integrated Information Theory of Consciousness – IIT w serwisie Internet Encyclopedia of Philosophy
- Integrated information theory – IIT w serwisie Scholarpedia

### Oprogramowanie
- PyPhi – otwartoźródłowa biblioteka Pythona do obliczania miary zintegrowanej informacji
  -  William G. P. Mayner; William Marshall; Larissa Albantakis; Graham Findlay; Robert Marchman; Giulio Tononi. PyPhi: A toolbox for integrated information theory. „PLOS Computational Biology”. 14 (7), s. e1006343, 2018-07-26. Public Library of Science. DOI: 10.1371/journal.pcbi.1006343. arXiv:1712.09644. ISSN 1553-7358. PMID: 30048445. Bibcode: 2018PLSCB..14E6343M. (ang.).

### Artykuły informacyjne
- New Scientist (2019): How does consciousness work? A radical theory has mind-blowing answers
- Nautilus (2017): Is Matter Conscious?
- Aeon (2016): Consciousness creep
- MIT Technology Review (2014): What It Will Take for Computers to Be Conscious
- Wired (2013): A Neuroscientist's Radical Theory of How Networks Become Conscious
- The New Yorker (2013): How Much Consciousness Does an iPhone Have?
- New York Times (2010): Sizing Up Consciousness by Its Bits
- Scientific American (2009): A "Complex" Theory of Consciousness
- IEEE Spectrum (2008): A Bit of Theory: Consciousness as Integrated Information Theory

### Książki
- The Feeling of Life Itself: Why Consciousness Is Widespread but Can't Be Computed autorstwa Christofa Kocha (2019)
- Phi: A Voyage from the Brain to the Soul autorstwa Giulio Tononi (2012)

### Rozmowy
- Christof Koch (2014): The Integrated Information Theory of Consciousness
- David Chalmers (2014): How do you explain consciousness?